# Apollon Limassol BC
Apollon Limassol BC, conocido por motivos de patrocinio como Forex Time Apollon Limassol, es un club de baloncesto chipriota, con sede en la ciudad de Limasol. Fue fundado en 1966. Compite en la Primera División de Baloncesto de Chipre, la primera competición de su país. Disputan sus partidos como local en el Primetel Apollon Arena, con capacidad para 2.500 espectadores. Ha sido campeón de la copa de su país en una ocasión, en 2002.

## Historia
La sección de baloncesto fue fundada en 1966, pero no consiguió éxitos deportivos hasta la temporada 1999-00, a excepción de dos participaciones en competiciones europeas en 1989 y 1990. En esa temporada, el equipo consiguió volver a los torneos europeos al llegar a la final del campeonato por primera vez, aunque fueron batidos por el Keravnos por 3-1. Aunque el equipo no logró consagrarse campeón esa temporada, el club volvió a llegar a las finales, aunque volvió a caer frente al Keravnos. Pese a que el equipo cayó en dos finales consecutivas, lograron sobreponerse y en la temporada siguiente (2002) lograron alzarse con el trofeo.
En 2003, el Apollon participó en el Campeonato Regional de Europa Meridional, en el cual ingresó a la fase final al eliminar al Hapoel Galil-Elyon de Israel por marcadores de 67-65 en Chipre y un empate 86-86 en Israel. Ya en la fase final, el club se preparó para ser anfitrión de la fase final en su estadio, el Apollon Stadium. El oponente en las semifinales era el archirrival del club, el AEL Limassol. El ganador de la llave sería el primer equipo chipriota en disputar una final europea. Lamentablemente, el Apollon caería por 52-73, aunque igualmente consigue el tercer puesto, al vencer al Arad Basket de Rumania por 79-65.
En 2004, el equipo vuelve a caer en la final del campeonato, aunque de todas formas consigue volver a participar en una fase final nuevamente, en el torneo europeo meridional de la FIBA, al eliminar al Dinamo Bucuresti de Rumania por marcadores de 80-73 y 63-57. Pero en la fase final el equipo cayó en semifinales ante el West Petrom de Rumania por 65-71 y también en el partido por el tercer puesto, ante el Keravnos chipriota por 89-95.
El equipo también alcanzó por primera vez las semifinales de la Copa Paneuropea (anterior a la competición meridional) y  el EuroCup Challenge, luego de eliminar al BU Poli Mobitelco Cluj-Napoca rumano 82-71 en casa y 86-75 en la vuelta. En las semifinales el 77-75 conseguido en la ida no fue suficiente para eliminar al CSK-VVS Samara, por lo que se quedaron en el camino al caer por 76-50 en Rusia.

## Plantilla 2020-21

### Palmarés
| Temporada | Pos. |
| --------- | ---- |
| 1991–92   | 4º   |
| 1993–94   | 5º   |
| 1997–98   | 8º   |
| 1998–99   | 2º   |
| 1999–00   | 2º   |
| 2000–01   | 2º   |
| 2001–02   | 3º   |

| Temporada | Pos. |
| --------- | ---- |
| 2002–03   | 3º   |
| 2003–04   | 4º   |
| 2004–05   | 4º   |
| 2005–06   | 4º   |
| 2006–07   | 5º   |
| 2007–08   | 7º   |
| 2008–09   | 3º   |

| Temporada | Pos. |
| --------- | ---- |
| 2009–10   | 5º   |
| 2010–11   | 5º   |
| 2011–12   | 3º   |
| 2012–13   | 5º   |
| 2013–14   | 3º   |